# American Horror Story: Murder House
American Horror Story: Murder House (titulada anteriormente como American Horror Story) es la primera temporada de la serie de televisión de FX, American Horror Story, estrenada el 5 de octubre de 2011 y concluida el 21 de diciembre de 2011. La serie fue producida por 20th Century Fox Televisión, y los productores ejecutivos fueron Dante Di Loreto y los creadores de la serie, Ryan Murphy y Brad Falchuk.
La temporada se centra en la familia Harmon: el Dr. Ben Harmon, Vivien y su hija Violet, que se trasladan de Boston a Los Ángeles luego que Vivien sufre un aborto involuntario y Ben tiene una aventura. Todos se mudan a una mansión restaurada, sin darse cuenta de que la casa está embrujada por los fantasmas de sus antiguos residentes y víctimas.
Murder House recibió críticas generalmente positivas de los críticos. La serie trajo altos niveles de audiencia para FX, y la temporada fue nominada a varios premios de la industria, incluyendo el Golden Globe Award a la mejor serie - drama, y recibió un total de 17 nominaciones a los Premios Emmy. Junto a eso, Lange ganó el Golden Globe Award a la mejor actriz de reparto de serie, miniserie o telefilme, el Screen Actors Guild Award a la mejor actriz de televisión - drama, y el Primetime Emmy Award a la mejor actriz de reparto - miniserie o telefilme.
Algunos personajes de Murder House hicieron apariciones en la quinta temporada de la serie, Hotel. Christine Estabrook regresa como Marcy, la inmobiliaria. Matt Ross, quien interpretó al Dr. Charles Montgomery, apareció en el episodio «Room 33», Sarah Paulson repitió su papel como Billie Dean Howard en el final de temporada, «Be Our Guest». Además la octava temporada titulada Apocalypse es un cruce entre Murder House y la tercera temporada, Coven, gran parte del elenco regresa: Connie Britton, Dylan McDermott, Taissa Farmiga, Evan Peters, Frances Conroy, Sarah Paulson y Jessica Lange regresan con sus personajes: Ben, Vivien y Violet Harmon, Tate Langdon, Moira O'Hara, Billie Dean Howard (que también apareció en Hotel) y Constance Langdon respectivamente.

## Trama
La primera temporada sigue a la familia Harmon: Ben (Dylan McDermott), Vivien (Connie Britton) y Violet (Taissa Farmiga), quienes se mudan de Boston a Los Ángeles para comenzar una nueva vida en una mansión victoriana, después de que Vivien tiene un aborto involuntario y Ben tiene una aventura amorosa con Hayden (Kate Mara), una de sus estudiante. Al llegar, Marcy (Christine Estabrook), la agente de bienes raíces, les dice que los propietarios anteriores de su nueva mansión, eran una pareja gay llamados Chad y Patrick (Zachary Quinto y Teddy Sears), quienes murieron en un aparente asesinato o sucidio. Su vecina Constance (Jessica Lange) y su hija Adelaide (Jamie Brewer) se convierten en sus visitantes frecuentes, y en su mayoría no bienvenidos. Addie parece tener una conexión con el pasado misterioso de la casa. Larry Harvey (Denis O'Hare), un antiguo residente de la casa que sufrió terribles quemaduras, también comienza a insertarse en las vidas de los Harmons, y le hace a Ben una advertencia críptica sobre la casa. La casa también viene con Moira O'Hara (Frances Conroy / Alexandra Breckenridge), una ama de llaves que parece joven y seductora para los hombres, pero vieja y matrona para las mujeres.
Ben decide abrir un consultorio en su nuevo hogar para atender pacientes y ganar más dinero. Pero de pronto llega uno en particular, un adolescente posiblemente psicótico llamado Tate Langdon (Evan Peters), quien se interesa por el espíritu afín de Violet, quien sufre de depresión. Ben no sabe que Tate es a la vez un fantasma y el hijo de Constance. A medida que la familia se instala en el hogar, comienzan a ocurrir sucesos extraños cada vez con mayor regularidad. Pronto se revela que ha habido más de 20 muertes violentas en el hogar a lo largo de su historia, tanto que la casa se ha llegado a conocer como «The Murder House». La familia lucha con sus propios problemas personales, ajenos a la realidad de que su hogar está invadido por fantasmas. Mientras explora el ático, Vivien descubre un traje de esclavitud de látex. Más tarde, es violada por un hombre misterioso que comienza a usar el traje, y ella inocentemente cree que es Ben, pero que en realidad es Tate. La violación de Vivien resulta en que ella queda embarazada de gemelos por diferentes padres. Más tarde se revela que el motivo de Tate para tener sexo con Vivien era concebir un bebé para Nora (Lily Rabe), un fantasma de la casa que perdió a su propio hijo. Hayden viene de Boston e intenta chantajear a Ben para que abandone a Vivien y que puedan reiniciar su relación, amenazando con decirle a Vivien que está embarazada de él. Ella es asesinada por Larry y enterrada por Ben en los terrenos de la casa. Luego de morir y ser enterrada en la casa, ella regresa como un fantasma y con la ayuda de Nora, conspiran para volver loca a Vivien para que así puedan criar a los bebés como si fueran suyos.
En Halloween, el día en que los muertos pueden caminar entre los vivos, Violet descubre que Tate es un asesino en serie, que mató a varios de sus compañeros de clase en la biblioteca de la escuela, y que también dejó paralítico a un maestro y le prendió fuego a Larry Harvey para castigar a su madre, Constance, por haber sofocado hasta la muerte a su deforme hermano menor. Luego Addie es atropellada por un automóvil, y Constance no consigue llevar su cadáver a la propiedad de los Harmon a tiempo para encarcelar su espíritu y para que así pueda reunirse con el fantasma de su hija siempre. Vivien, mientras tanto, decide anotarse en el «Murder House Tour», un tour para turistas que se encarga de revelar los misterios y cosas extrañas que ocurren Los Ángeles, y ahí es como ella se entera de que en la casa vivía un doctor que realizaba abortos ilegales y que en el sótano de la casa vive un monstruo, el cual fue creado por el mismo doctor.

## Elenco y personajes

### Personajes principales
- Connie Britton como Vivien Harmon (12 episodios)
- Dylan McDermott como el Dr. Benjamin "Ben" Harmon (12 episodios)
- Evan Peters como Tate Langdon (12 episodios)
- Taissa Farmiga como Violet Harmon (11 episodios)
- Denis O'Hare como Lawrence "Larry" Harvey (8 episodios)
- Jessica Lange como Constance Langdon (11 episodios)

### Estrellas especiales invitadas
- Kate Mara como Hayden McClaine (8 episodios)
- Zachary Quinto como Chad (4 episodios)
- Charles S. Dutton como el detective Granger (2 episodios)
- Eric Stonestreet como Dereck (1 episodio)

### Personajes recurrentes
- Sarah Paulson como Billie Dean Howard (3 episodios)
- Frances Conroy como Moira O'Hara (anciana) (11 episodios)
- Jamie Brewer como Adelaide Langdon (7 episodios)
- Alex Breckenridge como Moira O'Hara (joven) (7 episodios)
- Lily Rabe como Nora Montgomery (7 episodios)
- Christine Estabrook como Marcy (6 episodios)
- Derek Richardson como Harry Goodman (2 episodios)

### Personajes secundarios
- Teddy Sears como Patrick (3 episodios)
- Michael Graziadei como Travis (4 episodios)
- Morris Chestnut como Luke
- Matt Ross como el Dr. Charles Montgomery
- Bodhi Schulz como Troy
- Kai Schulz como Bryan
- Celia Finkelstein como la enfermera Gladys (4 episodios)
- Eve Gordon como el Dr. Hall
- Rosa Salazar como la enfermera María (4 episodios)
- Azura Skye como Fiona
- Kyle Davis como Dallas
- Shelby Young como Leah
- Rebecca Wisocky como Lorraine Harvey
- Sam Kinsey como Beauregard "Beau" Langdon (3 episodios)
- David Anthony Higgins como Stan
- Mena Suvari como Elizabeth Short (1 episodio)
- Malaya Rivera Drew como el detective Barrios
- Ben Woolf como Thaddeus "Infantata" Montgomery (2 episodios)
- Eric Close como Hugo Langdon
- Brando Eaton como Kyle Greenwell
- Ashley Rickards como Chloe Stapleton
- Alessandra Torresani como Stephanie Boggs
- Jordan David como Kevin Gedman
- Alexander Nimetz como Amir Stanley

## Episodios
| N.º en serie | N.º en temp. | Título                | Dirigido por        | Escrito por                | Fecha de emisión original | Código de prod. | Audiencia (millones) |
| --- | ------------ | --------------------- | ------------------- | -------------------------- | ------------------------- | --------------- | -------------------- |
| 1 | 1            | «Pilot»               | Ryan Murphy         | Ryan Murphy & Brad Falchuk | 5 de octubre de 2011      | 1ATS79          | 3,18                 |
| La familia Harmon se muda desde Boston a Los Ángeles para escapar del doloroso pasado del aborto involuntario de Vivien y del adulterio de Ben. Su hija, Violet Harmon comienza en una nueva escuela, siendo atacada por un grupo de chicas. La familia se ve involucrada con sus vecinos Constance y su hija, Addie, junto con Larry, un ex-propietario de la casa quien prendió fuego a su familia. Ben, ejerciendo su título de psiquiatra, atiende a un joven posiblemente psicótico: Tate, que se hace amigo de Violet. Vivien contrata a la vieja ama de llaves de los dueños anteriores, Moira, a quien Ben ve como una joven seductora. Ben y Vivien tienen relaciones sexuales luego de una pelea, y más tarde, Vivien duerme con un hombre vestido en látex, creyendo que es Ben. Luego de eso, Vivien le dice a Ben que está embarazada. |              |                       |                     |                            |                           |                 |                      |
| 2 | 2            | «Home Invasion»       | Alfonso Gómez-Rejón | Ryan Murphy & Brad Falchuk | 12 de octubre de 2011     | 1ATS01          | 2,46                 |
| Luego de reunirse con Bianca, un nuevo paciente, Ben recibe una llamada de su examante Hayden, quien dice estar embarazara y que necesita de su apoyo para realizar un aborto. Ben le miente a Vivien para reunirse con Hayden. Un trío de asesinos en serie dirigidos por Bianca irrumpen en la casa para recrear el brutal asesinato de dos estudiantes de enfermería: María y Gladys, cuando la casa fue utilizada como una fraternidad en 1968. Vivien y Violet son las posibles víctimas, pero logran escapar de sus captores, quienes se pierden en la casa. Tate y los fantasmas de la casa logran espantar a los intrusos. Al enterarse de lo sucedido, Ben deja a Hayden en la clínica y vuelve a casa, donde Vivien le dice que venderán la casa. |              |                       |                     |                            |                           |                 |                      |
| 3 | 3            | «Murder House»        | Bradley Buecker     | Jennifer Salt              | 19 de octubre de 2011     | 1ATS02          | 2,59                 |
| Las finanzas de los Harmon reciben un golpe, por lo que la venta de la casa se complica. Hayden sorprende a Ben en la casa, determinada a continuar su aventura y diciendo que se quedará con el bebé. Vivien aprende sobre los propietarios originales de la casa: un cirujano loco, Charles Montgomery, y su esposa, Nora, quienes realizaban abortos ilegales en el sótano, hasta que su matrimonio terminó en homicidio. Luego de sufrir un sangrado, Vivien le dice a su médico que el bebé está bien, aunque le informa a Ben que encontró rastros de opiáceo, lo que le causó la pérdida de memoria. Ben enfrenta a Moira, quien ha estado seduciéndolo. Hayden aparece nuevamente, ahora más frenética que antes. Ben trata de calmarla en el jardín trasero de la casa, pero Larry la mata golpeándola con una pala en la cabeza. Larry convence a Ben que deshacerse del cuerpo será la mejor opción, Larry cava un agujero y descubre los restos de Moira, enterrando a Hayden sobre ellos. |              |                       |                     |                            |                           |                 |                      |
| 4 | 4            | «Halloween (Part 1)»  | David Semel         | James Wong                 | 26 de octubre de 2011     | 1ATS03          | 2,96                 |
| Los Harmon contratan a unos diseñadores de interiores para hacer más atractiva la casa para la venta, siendo Chad y su pareja Patrick como los encargados. Sin saberlo, ambos son los antiguos propietarios de la casa, quienes fueron asesinados por el hombre de látex hace un año. Violet le exige a Tate que le muestre lo que se esconde en el sótano, Tate le dice que es la abominación creada por el Dr. Montgomery. Vivien se enfrenta a Ben, que jura que Hayden se ha ido para siempre. El bebé comienza a patear, en contra del tiempo de embarazo de Vivien y una ecografía revela que el bebé está más desarrollado de lo que debería. La noche de Halloween, Addie es golpeada por un auto y Constance intenta que muera dentro de la casa de los Harmon, pero sin lograrlo. Violet está sola en casa cuando llega Larry amenazando a Ben. Los Harmon regresan a casa encontrando la puerta de entrada forzada y Violet desaparecida. Ben atiende un llamado a la puerta, encontrando a Hayden de pie, cubierta de tierra. |              |                       |                     |                            |                           |                 |                      |
| 5 | 5            | «Halloween (Part 2)»  | David Semel         | Tim Minear                 | 2 de noviembre de 2011    | 1ATS04          | 2,74                 |
| Tate aparece y va con Violet a la playa; Tate le cuenta lo sucedido en su escuela secundaria y que es terrible para él. Cinco adolescentes destrozados aparecen llenos de sangre en la playa y acosan a Tate con Violet. Vivien le dice a Ben que Hayden está en la casa. Ben la encuentra en el sótano, pero Larry lo golpea con la pala y lo ata. Nora lo libera, con la excusa que debe salvar a su hijo. Hayden y Vivien se sorprenden al saber que están embarazadas de Ben. Hayden la ataca, pero Ben la detiene. Los adolescentes encuentran a Tate y a Violet, pero Tate protege a Violet. Constance lleva a Violet a su casa, le cuenta que Addie está muerta y que Tate es su hijo. Los adolescentes revelan ser fantasmas que fueron asesinados por Tate en un tiroteo en 1994. Los fantasmas exigen saber la razón por la que Tate terminó con sus vidas, pero él no puede recordar nada de aquello. Al llegar el amanecer Moira, Chad, Patrick, y Nora regresan a la casa. Ben empaca sus cosas y abandona la casa. |              |                       |                     |                            |                           |                 |                      |
| 6 | 6            | «Piggy Piggy»         | Michael Uppendahl   | Jessica Sharzer            | 9 de noviembre de 2011    | 1ATS05          | 2,83                 |
| Luego que Violet confirma lo ocurrido con Tate en 1994, Constance le presenta una médium, Billie Dean, y ella con Constance explican que Tate no se da cuenta de que está muerto. Constance lo ha estado enviando con Ben con la esperanza de que este pueda avanzar y que también necesita de la ayuda de Violet. Ben ve a un paciente nuevo, Derek, quien está aterrorizado por la leyenda de "Piggy Man", que matará a cualquiera que repita un mantra específico frente al espejo. Ben se da cuenta de que Vivien ha desarrollado una atracción por el oficial de seguridad. Vivien se pone en contacto con la encargada que le tomó un ultrasonido, quien asegura que su hijo es el Anticristo. Siguiendo el consejo de Ben, Derek repite el mantra frente a su espejo, pero muere a tiros por un ladrón armado oculto en su baño. Violet trata de enfrentar a Tate, pero está atestado por los otros fantasmas. Abrumada, Violet trata de suicidarse, pero Tate la salva. Tate confiesa entre lágrimas que la ama, él planea dejarla sola, pero ella lo consuela. |              |                       |                     |                            |                           |                 |                      |
| 7 | 7            | «Open House»          | Tim Hunter          | Brad Falchuk               | 16 de noviembre de 2011   | 1ATS06          | 3,06                 |
| En 1994, Larry (enamorado de Constance) mata a Beau, su hijo deforme que vive en al ático de la casa. En la actualidad, Violet se consuela con Tate, quien dice que es consciente de los fantasmas y que no van a hacerle daño si les dice que la dejen sola. Él le muestra sus fotos antiguas que encontró en la casa y de los Montgomery. Vivien se entera de que está embarazada de gemelos. Se revela que Nora mató a Charles y luego se disparó a ella misma por lo que su esposo había hecho con su bebé. Ben encuentra la casa de Larry y lo confronta, aprendiendo que Larry quiere la casa para estar junto a Constance. Violet comparte las fotos de los Montgomery con Vivien, quien se sorprende a ver a Nora en ella, dado que había venido a ver la casa como una posible compradora semanas atrás. |              |                       |                     |                            |                           |                 |                      |
| 8 | 8            | «Rubber Man»          | Miguel Arteta       | Ryan Murphy                | 23 de noviembre de 2011   | 1ATS07          | 2,81                 |
| Tate se revela como el hombre de látex, intentando proporcionar a Nora un bebé. El traje resulta ser un traje fetiche que Chad compró con la esperanza de revivir su relación en problemas. Tate se colocó el traje y mató a Patrick y Chad luego que ambos no decidieran tener hijos, con la esperanza que una nueva familia llegara y así poder darle un hijo a Nora. En la actualidad, Hayden conspira con Nora para volver loca a Vivien y que pueda tener a sus gemelos. Vivien y Violet se enfrentan con antiguos intrusos; Ben cree que Vivien es mentalmente inestable dado que la policía no encontró ninguna evidencia de los intrusos y Violet miente sobre lo que vio. Vivien roba el arma de Marcy para protegerse mientras Hayden convence a Tate, como el hombre de látex, para atacar a Vivien revelando que él es padre de uno de los gemelos. Durante el ataque, Vivien dispara accidentalmente a Ben, que está convencido de que ella es un peligro para sí misma y los demás. Se muestra la escena de asesinato de Chad y Patrick en manos de Tate, donde Moira lo ayuda para que todo parezca un suicidio. Ryan Murphy mencionó que a partir de este episodio ocultó pistas sobre lo que trataría la siguiente temporada, del mismo modo como lo haría en temporadas siguientes. La pista se encuentra en las escenas en las que Vivien es internada en un hospital, haciendo alusión a lo que sería Asylum. |              |                       |                     |                            |                           |                 |                      |
| 9 | 9            | «Spooky Little Girl»  | John Scott          | Jennifer Salt              | 30 de noviembre de 2011   | 1ATS08          | 2,85                 |
| Los acontecimientos de la Dalia Negra en la década de 1940 son revelados. Un dentista viola a Elizabeth Short mientras estaba bajo anestesia, provocando su muerte. Acto seguido el fantasma de Charles Montgomery desmiembra su cadáver. En la actualidad, el fantasma de Elizabeth aparece buscando la ayuda de Ben. El doctor de Vivien se comunica con Ben, informándole que los gemelos tienen padres separados, él y otra persona. Hayden le dice que vio a Vivien y Lucas, el guardia de seguridad, cada vez más cerca. Ben se enfrenta a Lucas sobre la posible paternidad, pero Lucas afirma ser estéril. Constance y Travis tienen una disputa doméstica, haciendo que este último tenga relaciones sexuales con Hayden. Hayden lo mata, y Larry toma el cuerpo de Travis y lo vuelca en público al igual que la Dalia Negra. Ben encuentra la máscara del hombre de látex y cree que Vivien pudo haber sido violada. Constance le dice a Moira que Tate es el otro padre. Ella le pide a Billie Dean que le explique lo que sucedería si un fantasma pudiera engendrar a un niño vivo. La médium dice que eso provocaría el comienzo del apocalipsis por la aparición del Anticristo. |              |                       |                     |                            |                           |                 |                      |
| 10 | 10           | «Smoldering Children» | Michael Lehmann     | James Wong                 | 7 de diciembre de 2011    | 1ATS09          | 2,54                 |
| Se revela que Tate causó cicatrices de Larry prendiéndole fuego la misma mañana del tiroteo en la escuela. Constace notifica a la policía sobre el asesinato de Travis, y su comportamiento les hace sospechar de ella como el asesino. En un acto de clemencia por sus crímenes, Larry confiesa ser el asesino. Ben descubre que Violet no ha asistido a la escuela en dos semanas. Tate le muestra la verdad a Violet, mostrándole su propio cadáver en un interespacio dentro de la casa. Violet en verdad había muerto a causa de su intento de suicidio. Ben se entera de que Tate es el hombre de látex y el otro padre de uno de los hijos de Vivien. |              |                       |                     |                            |                           |                 |                      |
| 11 | 11           | «Birth»               | Alfonso Gómez-Rejón | Tim Minear                 | 14 de diciembre de 2011   | 1ATS10          | 2,59                 |
| Ben va por Vivien al sanatorio, con la intención de llevar a Violet con él. Sin embargo Violet, siendo un fantasma, está atrapada en la casa. Vivien insiste en ir a la casa de su hermana en Florida y regresan a la casa en búsqueda de Violet. Mientras espera en el auto, Vivien comienza a tener contracciones. Violet trata de explicar a su padre que está muerta. Constance lleva a Vivien dentro de la casa, donde los fantasmas del Dr. Montgomery y las enfermeras de 1968 asisten en el parto. Chad le dice a Violet que Tate fue quién engendró a uno de los gemelos. Vivien tiene grandes dificultades para dar a luz a los bebés, perdiendo a un bebé mientras que el otro le hace sangrar internamente. Vivien muere y Violet enfrenta a Tate, diciéndole que lo ama pero que nunca podrá perdonarlo. El fantasma de Vivien aparece y consuela a su hija, quien lamenta que su madre muriera. |              |                       |                     |                            |                           |                 |                      |
| 12 | 12           | «Afterbirth»          | Bradley Buecker     | Jessica Sharzer            | 21 de diciembre de 2011   | 1ATS11          | 3,22                 |
| Ben, sintiéndose solo, planea suicidarse, pero Violet y Vivien le animan a escapar de la casa con el bebé. Durante su intento, Ben es asesinado por Hayden y algunos fantasmas, colgándolo de una lámpara de techo; Constance se lleva al gemelo vivo. Moira y el resto de fantasmas "inocentes" ayudan a los Harmon a prevenir la muerte de los nuevos propietarios, ahuyentándolos. Tate trata de matar al hijo de la nueva familia, con el fin que Violet no esté sola, pero esta logra detener la muerte. Nora cuida al hijo muerto de Vivien, pero renuncia a su maternidad y se lo devuelve a su madre biológica, mientras Moira se vuelve su madrina. Los Harmon y Moira decoran la casa para Navidad, mientras Tate le dice que esperará para siempre a Violet. Tres años adelante (2014), Constance llega a casa y ve un rastro de sangre en el suelo. Esta sube a la habitación del hijo de Vivien y Tate, y descubre que el niño, ahora de tres años, ha matado a su niñera y se encuentra sentado en una mecedora sonriendo hacia Constance. |              |                       |                     |                            |                           |                 |                      |

## Producción

### Desarrollo
Los creadores Murphy y Falchuk comenzaron a trabajar en American Horror Story antes que la producción de Glee comenzara. Murphy quería hacer lo opuesto a lo que había hecho anteriormente y así empezó su trabajo en la serie. Dijo, "Estamos haciendo una pieza limpia, dulce, optimista, no cínica, quería hacer algo que de alguna manera tapara el lado diferente de mi personalidad." Falchuk estaba intrigado por la idea de poner un punto de vista diferente en el género de terror, diciendo que su objetivo principal en crear la serie era asustar a los espectadores. "Quieres que las personas estén un poco fuera de balance después", dijo. El tono oscuro de la serie se refleja luego de Dark Shadows, en que la abuela de Murphy lo obligó a ver cuando era joven. Además, la serie se inspira en películas clásicas de terror como Rosemary's Baby de Roman Polanski y The Shining por Stanley Kubrick. En febrero de 2011, FX anunció oficialmente que había ordenado un piloto para una posible serie de Ryan Murphy y Brad Falchuk, con ambos escribiendo y Murphy dirigiendo. Dante Di Loreta se anunció como productor ejecutivo. La producción de la serie comenzó en abril de 2011. El 18 de julio de 2011, FX anunció oficialmente que el proyecto había sido elegido. El 3 de agosto de 2011, se anunció que Tim Minear, Jennifer Salt, James Wong y Jessica Sharzer se habían unido a la serie como escritores.

### Casting
Los anuncios del casting comenzaron en marzo de 2011, con Connie Britton primera en ser elegida, interpretando a Vivien Harmon. Denis O'Hare se unió al elenco a finales de marzo como Larry Harvey. Jessica Lange se unió al elenco en abril como Constance, haciendo su primer papel regular en la televisión, Dylan McDermott fue elegido como Ben Harmon a finales de abril. Su personaje fue descrito inicialmente como "un terapeuta guapo y masculino pero sensible que ama a su familia pero ha lastimado a su esposa." En mayo, Taissa Farmiga y Evan Peters fueron elegidos, interpretando a Violet Harmon y Tate Langdon.

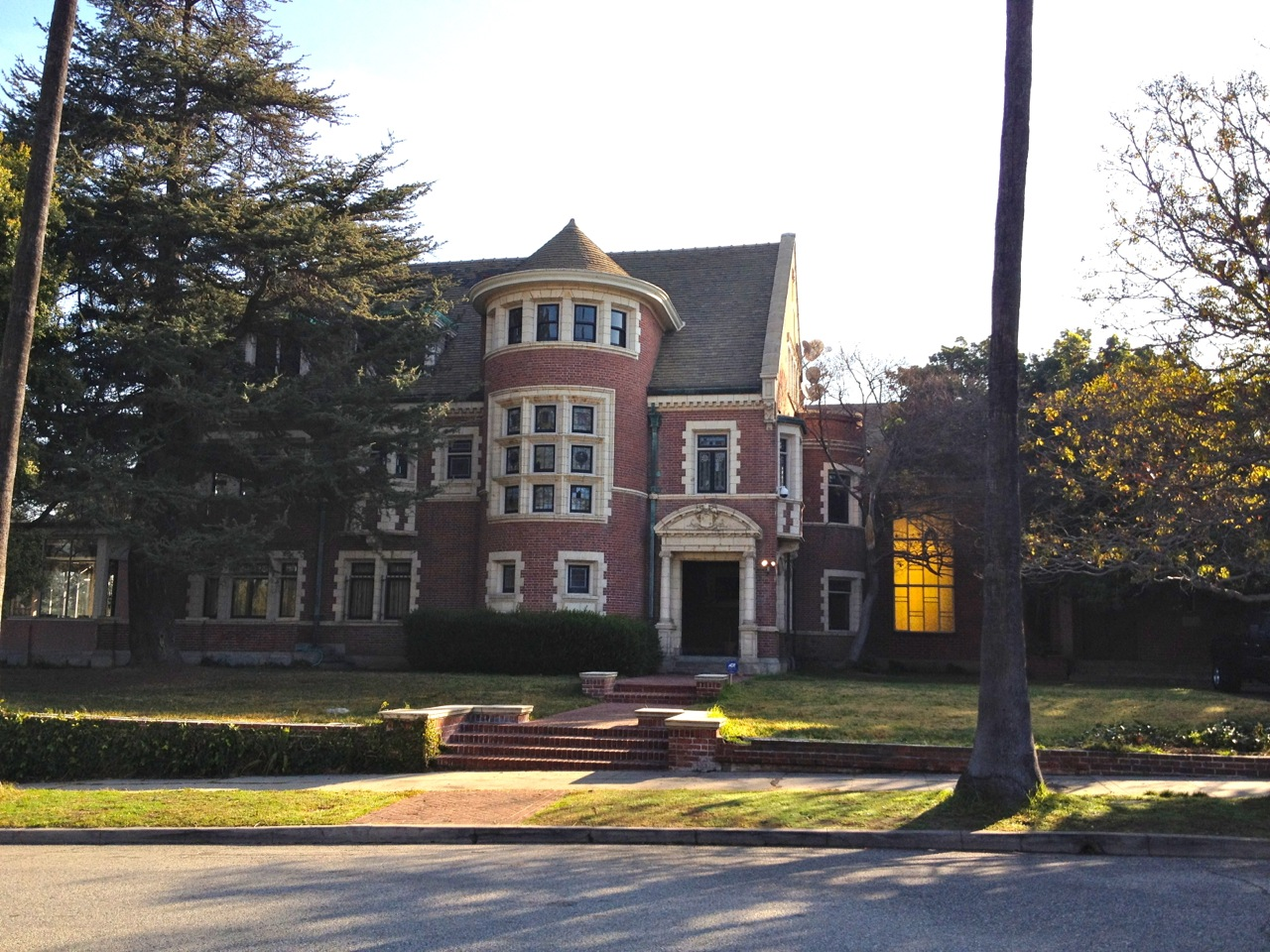
Murphy estaba buscando una casa que podría ser apropiadamente espeluznante pero también atractiva.

### Crossover con Coven (AHS: Apocalypse)
El 30 de octubre de 2016, Murphy anunció que una temporada futura de la serie continuará con los argumentos presentados en Murder House y Coven, mezclando personajes de ambas temporadas. Aunque no se ha dicho qué temporada será, se sabe que la búsqueda de actores de ambas temporadas repitan sus roles. Se confirma que uno de los personajes de Murder House se trasladarán en el final de Coven. Sin embargo, el 5 de enero de 2018, se anunció inicialmente que la temporada crossover se llevaría a cabo en la novena temporada. Aun así, el 14 de junio de 2018, el crossover se trasladó a la octava temporada, titulada Apocalypse.

### Filmación
El episodio piloto fue rodado en una casa en Country Club Park, Los Ángeles, California, que sirve como la casa encantada y escena del crimen en la serie. Fue diseñada y construida en 1908 por Alfred Rosenheim. La serie es filmada en sets que son exactos a una réplica de la casa. Detalles como las ventanas y las lámparas, fueron recreadas para preservar el aspecto de la casa. Debido a un programa de producción "muy agresivo" y que el piloto tuvo que esperar para que los co-creadores Murphy y Falchuk de Glee concluyeran la segunda temporada, se anunció que el final de la primera temporada sería treinta minutos menos de lo planeado.

## Recepción

### Críticas
American Horror Story ha recibido críticas generalmente positivas de la prensa. El primer episodio registró 62 sobre 100 en Metacritic basado en 29 críticas Ken Tucker de Entertainment Weekly clasificó al episodio piloto de una "B+", declarando "AHS es prácticamente puro miedo, todo el tiempo: muchos gritos, sexo, sacudidas, puré de caras, comportamiento psicótico y bebés muertos. " Chuck Barney del San José Mercury News, dijo "la mayoría de los programas de televisión, después de todo, se desvanecen rápidamente de la memoria. Éste perseguirá sus sueños". Hank Stuever de The Washington Post dijo en su reseña que "la exageración de las cosas es uno de las faltas de Murphy, pero este espectáculo tiene un estilo cautivador y algo grotesco". Mike Hale de The New York Times llama el espectáculo "una historia más de miedo especial", poniendo en referencia a True Blood de HBO y The Walking Dead de AMC. Sin embargo, no todas las opiniones fueron favorables. Alan Sepinwall de Hitfix dio a la serie una "D", diciendo: está muy por encima del máximo, cuando el máximo es un espectro microscópico en su raro espejo, y esta lleno de sonidos raros, personajes que es posible que no olvides aunque es probable que lo desees.

### Premios y nominaciones
En su primera temporada, American Horror Story fue nominado para 65 premios y ganó 19.
| Año  | Asociación                                       | Categoría                                                                    | Trabajo nominado | Resultado |
| ---- | ------------------------------------------------ | ---------------------------------------------------------------------------- | --- | --------- |
| 2011 | IGN's Best of 2011: TV                           | Mejor serie de ciencia ficción/terror                                        | American Horror Story | Ganador   |
| 2011 | Premios Satellite de 2011                        | Mejor serie de televisión - Género                                           | American Horror Story | Ganador   |
| 2011 | Premios Satellite de 2011                        | Premio al Logro Especial: Actuación sobresaliente en una serie de televisión | Jessica Lange | Ganadora  |
| 2012 | Premios del Sindicato de Actores de 2012         | Mejor actriz de serie de televisión - Drama                                  | Jessica Lange | Ganadora  |
| 2012 | Premios Dorian de 2011                           | Actuación televisiva del año                                                 | Jessica Lange | Ganadora  |
| 2012 | Premios Dorian de 2011                           | Drama de TV del año                                                          | American Horror Story | Ganador   |
| 2012 | Premios Dorian de 2011                           | Programa de televisión del año con temáticas LGBT                            | American Horror Story | Nominado  |
| 2012 | Premios Dorian de 2011                           | Programa de televisión del año campestre                                     | American Horror Story | Nominado  |
| 2012 | Premio Bram Stoker 2011                          | Mejor guion                                                                  | Jessica Sharzer (por "Afterbirth") | Ganadora  |
| 2012 | Premios Saturn de 2011                           | Mejor Actriz en Televisión                                                   | Jessica Lange | Nominada  |
| 2012 | Premios Saturn de 2011                           | Mejor Actor en Televisión                                                    | Dylan McDermott | Nominado  |
| 2012 | Premios Saturn de 2011                           | Mejor actriz de reparto                                                      | Frances Conroy | Nominada  |
| 2012 | Premios Saturn de 2011                           | Mejor estrella invitada en televisión                                        | Zachary Quinto | Nominado  |
| 2012 | Premios Saturn de 2011                           | Mejor serie de televisión sindicada o cable                                  | American Horror Story | Nominado  |
| 2012 | Premios de la Crítica Televisiva de 2012         | Mejor telefilme o miniserie                                                  | American Horror Story | Nominado  |
| 2012 | Premios de la Crítica Televisiva de 2012         | Mejor actriz en película o miniserie                                         | Jessica Lange | Nominada  |
| 2012 | Premios Primetime Emmy de 2012                   | Mejor actriz de reparto - Miniserie o telefilme                              | Jessica Lange | Ganadora  |
| 2012 | Premios Primetime Emmy de 2012                   | Mejor actriz de reparto - Miniserie o telefilme                              | Frances Conroy | Nominada  |
| 2012 | Premios Primetime Emmy de 2012                   | Mejor actriz - Miniserie o telefilme                                         | Connie Britton | Nominada  |
| 2012 | Premios Primetime Emmy de 2012                   | Mejor actor de reparto - Miniserie o telefilme                               | Denis O'Hare | Nominado  |
| 2012 | Premios Primetime Emmy de 2012                   | Mejor miniserie*                                                             | American Horror Story | Nominado  |
| 2012 | 64th Primetime Creative Arts Emmy Awards         | Excelente dirección de arte para una miniserie o película                    | Mark Worthington, Edward L. Rubin, Ellen Brill (para "Open House") | Nominados |
| 2012 | 64th Primetime Creative Arts Emmy Awards         | Excelente dirección de arte para una miniserie o película                    | Beth Rubino, Charles M. Lagola, Ellen Brill (para "Pilot") | Nominados |
| 2012 | 64th Primetime Creative Arts Emmy Awards         | Outstanding Casting for a Miniseries, Movie, or Special                      | Robert J. Ulrich, Eric Dawson |           |
| 2012 | 64th Primetime Creative Arts Emmy Awards         | Outstanding Costumes for a Miniseries, Movie, or Special                     | Chrisi Karvonides, Conan Castro (for "Halloween (Part 1)") |           |
| 2012 | 64th Primetime Creative Arts Emmy Awards         | Outstanding Single-Camera Picture Editing for a Miniseries or Movie          | Fabienne Bouville (for "Birth") |           |
| 2012 | 64th Primetime Creative Arts Emmy Awards         | Outstanding Hairstyling for a Miniseries or Movie                            | Monte C. Haught, Samantha Wade, Melanie Verkins, Natalie Driscoll, Michelle Ceglia                                                                                           |           |
| 2012 | 64th Primetime Creative Arts Emmy Awards         | Outstanding Main Title Design                                                | Kyle Cooper, Juan Ruiz Anchia, Gabriel Diaz, Ryan Murphy |           |
| 2012 | 64th Primetime Creative Arts Emmy Awards         | Outstanding Makeup for a Miniseries or Movie (Non-Prosthetic)                | Eryn Krueger Mekash, Kim Ayers, Silvina Knight, D. Garen Tolkin |           |
| 2012 | 64th Primetime Creative Arts Emmy Awards         | Outstanding Prosthetic Makeup for a Series, Miniseries, Movie, or Special    | Eryn Krueger Mekash, Hiroshi Yada, Michael Mekash, Christopher Nelson, Kim Ayers, Christien Tinsley, Jason Hamer                                                             |           |
| 2012 | 64th Primetime Creative Arts Emmy Awards         | Outstanding Sound Editing for a Miniseries, Movie, or Special                | Gary Megregian, David Klotz, Steve M. Stuhr, Jason Krane, Jason Lezama, Timothy Cleveland, Bruce Tanis, Simon Coke, Zane Bruce, Jeff Gunn, Lance Wiseman (for "Piggy Piggy") |           |
| 2012 | 64th Primetime Creative Arts Emmy Awards         | Outstanding Sound Mixing for a Miniseries or Movie                           | Sean Rush, Joe Earle, Doug Andham (for "Piggy Piggy") |           |
| 2012 | 64th Primetime Creative Arts Emmy Awards         | Outstanding Stunt Coordination                                               | Tim Davison |           |
| 2012 | 69th Golden Globe Awards                         | Best Supporting Actress in a Series, Miniseries, or TV Film                  | Jessica Lange |           |
| 2012 | 69th Golden Globe Awards                         | Best TV Series – Drama                                                       | American Horror Story |           |
| 2012 | 5th Kerrang! Awards                              | Best TV Show                                                                 | American Horror Story |           |
| 2012 | 16th Online Film & Television Association Awards | Best Drama Series                                                            | American Horror Story |           |
| 2012 | 16th Online Film & Television Association Awards | Best Ensemble in a Drama Series                                              | American Horror Story |           |
| 2012 | 16th Online Film & Television Association Awards | Best Direction in a Drama Series                                             | American Horror Story |           |
| 2012 | 16th Online Film & Television Association Awards | Best Writing in a Drama Series                                               | American Horror Story |           |
| 2012 | 16th Online Film & Television Association Awards | Best Music in a Series                                                       | American Horror Story |           |
| 2012 | 16th Online Film & Television Association Awards | Best Sound in a Series                                                       | American Horror Story |           |
| 2012 | 16th Online Film & Television Association Awards | Best Editing in a Series                                                     | American Horror Story |           |
| 2012 | 16th Online Film & Television Association Awards | Best Cinematography in a Series                                              | American Horror Story |           |
| 2012 | 16th Online Film & Television Association Awards | Best Production Design in a Series                                           | American Horror Story |           |
| 2012 | 16th Online Film & Television Association Awards | Best Costume Design in a Series                                              | American Horror Story |           |
| 2012 | 16th Online Film & Television Association Awards | Best Makeup/Hairstyling in a Series                                          | American Horror Story |           |
| 2012 | 16th Online Film & Television Association Awards | Best Visual Effects in a Series                                              | American Horror Story |           |
| 2012 | 16th Online Film & Television Association Awards | Best New Theme Song in a Series                                              | American Horror Story |           |
| 2012 | 16th Online Film & Television Association Awards | Best New Titles Sequence                                                     | American Horror Story |           |
| 2012 | 16th Online Film & Television Association Awards | Best Supporting Actress in a Drama Series                                    | Jessica Lange |           |
| 2012 | 16th ADG Excellence in Production Design Awards  | One-Hour Single Camera TV Series                                             | Mark Worthington (for "Murder House") |           |
| 2012 | 28th Artios Awards                               | TV movie or Miniseries                                                       | Robert J. Ulrich, Eric Dawson, Carol Kritzer, Eric Souliere (Associate) |           |
| 2012 | 28th TCA Awards                                  | Individual Achievement in Drama                                              | Jessica Lange |           |
| 2012 | TV Guide Awards 2012                             | Favorite Villain                                                             | Jessica Lange (as Constance Langdon) |           |
| 2012 | TV Guide Awards 2012                             | Favorite Horror Series                                                       | American Horror Story |           |
| 2012 | 1st PAAFTJ TV Awards                             | Best Miniseries or TV Movie                                                  | American Horror Story |           |
| 2012 | 1st PAAFTJ TV Awards                             | Best Main Title Design                                                       | American Horror Story |           |
| 2012 | 1st PAAFTJ TV Awards                             | Best Directing for a Miniseries or TV Movie                                  | Ryan Murphy |           |
| 2012 | 1st PAAFTJ TV Awards                             | Best Supporting Actress in a Miniseries or TV Movie                          | Jessica Lange |           |
| 2012 | 1st PAAFTJ TV Awards                             | Best Cast in a Miniseries or TV Movie                                        | Dylan McDermott, Connie Britton, Taissa Farmiga, Jessica Lange, Evan Peters, Denis O'Hare                                                                                    |           |
| 2012 | 1st PAAFTJ TV Awards                             | Best Production Design in a Miniseries or TV Movie                           | Mark Worthington |           |
| 2012 | 1st PAAFTJ TV Awards                             | Best Cinematography in a Miniseries or TV Movie                              | Mark Worthington |           |
| 2012 | 5th NewNowNext Awards                            | Cause You're Hot                                                             | Jessica Lange |           |
| 2013 | 24th PGA Awards                                  | Outstanding Producer of Long-Form TV                                         | Brad Buecker, Dante Di Loreto, Brad Falchuk, Ryan Murphy, Chip Vucelich, Alexis Martin Woodall                                                                               |           |

* The FX network submitted the series to the Academy of Television Arts & Sciences in the miniseries, rather than the drama series, category for its 64th Primetime Emmy Awards.

## Lanzamiento de DVD
| Historia de Horror Americana - La Primera Temporada Completa (American Horror Story - The Complete First Season) |                                                              |                                                              | | | |
| Detalles | Detalles                                                     | Detalles                                                     | Extras | Extras | Extras |
| - 12 episodios - Audiocomentario de Ryan Murphy sobre Piloto                                                     | - 12 episodios - Audiocomentario de Ryan Murphy sobre Piloto | - 12 episodios - Audiocomentario de Ryan Murphy sobre Piloto | - La Casa de los Asesinatos presentado por Eternal Darkness Tours en Hollywood - Detrás del susto: Creando American Horror Story - Obertura de horror: Creando la secuencia de título - Fuera de las sombras: Conoce a los fantasmas de cada casa | - La Casa de los Asesinatos presentado por Eternal Darkness Tours en Hollywood - Detrás del susto: Creando American Horror Story - Obertura de horror: Creando la secuencia de título - Fuera de las sombras: Conoce a los fantasmas de cada casa | - La Casa de los Asesinatos presentado por Eternal Darkness Tours en Hollywood - Detrás del susto: Creando American Horror Story - Obertura de horror: Creando la secuencia de título - Fuera de las sombras: Conoce a los fantasmas de cada casa |
| Fechas |                                                              |                                                              | | | |
| Región 1 | Región 1                                                     | Región 1                                                     | Región 2 | Región 2 | Región 2 |
| 25 de septiembre de 2012                                                                                         | 25 de septiembre de 2012                                     | 25 de septiembre de 2012                                     | 15 de octubre de 2012 | 15 de octubre de 2012 | 15 de octubre de 2012 |